# Tysfjord (Schiff)
Die Tysfjord ist eine Doppelendfähre der norwegischen Reederei Torghatten Nord.

## Geschichte
Das Schiff wurde 1992 bei der Fiskerstrand Verft als eine von zwei baugleichen Fähren bestellt. Es bekam hier die Baunummer 40. Gebaut wurde die Fähre unter der Baunummer MVE NB 14 im Unterauftrag auf der Myklebust Verft. Die Kiellegung erfolgte im Juni, der Stapellauf im Oktober 1992. Die Fähre wurde im Mai 1993 an die Reederei Ofotens og Vesteraalens Dampskibsselskab abgeliefert, die sie auf der Strecke zwischen Bognes und Lødingen einsetzte. Anfang 2006 kam die Fähre durch den Zusammenschluss von Ofotens og Vesteraalens Dampskibsselskab und Troms Fylkes Dampskibsselskap zu Hurtigruten.
Ende 2008 verkaufte Hurtigruten den Fährverkehr an das Unternehmen Torghatten, das die Fähre mit weiteren Fähren zum 5. Januar 2009 übernahm und deren Betrieb in ihrem Tochterunternehmen Torghatten Nord zusammenfasste. Torghatten Nord setzt die Fähre auf der Fährverbindung über den Hadselfjord zwischen Fiskebøl und Melbu auf der Insel Hadseløya ein.
Der Entwurf der Fähre stammte vom Unternehmen Polarkonsult. Schwesterschiff ist die Hamarøy.

## Technische Daten und Ausstattung
Die Fähre wird von einem Viertakt-Sechszylinder-Dieselmotor mit 2647 kW Leitung angetrieben. Der Motor wirkt auf Propeller an den beiden Enden der Fähre. Für die Stromerzeugung stehen drei von Dieselmotoren mit jeweils 250 kW Leistung angetriebene Generatoren zur Verfügung.
Die Fähre verfügt über ein durchlaufendes Fahrzeugdeck sowie auf einer Seite über ein zusätzliches, eingehängtes Autodeck mit herunterklappbaren Rampen. Die nutzbare Durchfahrtshöhe unter dem eingehängten Autodeck beträgt 3,4 m und auf dem eingehängten Autodeck 1,9 m. Auf der anderen Seite der Fähre beträgt die nutzbare Durchfahrtshöhe 4,7 m. Die maximale Achslast auf dem Fahrzeugdeck beträgt 15 t.
An beiden Enden befinden sich nach oben aufklappbare Visiere. Das Fahrzeugdeck ist von beiden Enden über Rampen zugänglich. Es ist vollständig umbaut. Oberhalb des Fahrzeugdecks befinden sich vier Decks, darunter das Deck mit den Einrichtungen für die Passagiere direkt über dem Fahrzeugdeck. Hier befindet sich auch ein offener Decksbereich für die Passagiere. Das Steuerhaus ist mittig auf die Decksaufbauten aufgesetzt.
Die Kapazität der Fähre beträgt 399 Passagiere. Auf den Fahrzeugdecks können 91 Pkw befördert werden.